# Булдаков, Алексей Иванович
Алексе́й Ива́нович Булдако́в (26 марта 1951, Макаровка, Ключевский район, Алтайский край, РСФСР, СССР — 3 апреля 2019, Улан-Батор, Монголия) — советский и российский актёр театра, кино и дубляжа. Народный артист Российской Федерации (2009).

## Биография
Алексей Булдаков родился 26 марта 1951 года в селе Макаровка Ключевского района Алтайского края. Затем семья переехала в город Павлодар Казахской ССР. В детстве увлекался боксом и классической борьбой.
В 1969 году окончил Молодёжную театральную студию (училище) при Павлодарском драматическом театре имени А. П. Чехова, после чего был принят в труппу этого театра.
Затем проходил военную службу по призыву в рядах Советской армии. Вернувшись из армии, решил уйти из актёрской профессии и устроился на работу на Павлодарском тракторном заводе, но через пять месяцев вернулся на сцену.
До 1976 года работал в театрах Павлодара, Томска. До 1982 года служил в Карагандинском областном русском драматическом театре имени К. С. Станиславского. После этого работал в Рязанском областном театре драмы.
В 1982 году состоялся дебют Булдакова в кино — в военной драме режиссёра Леонида Макарычева «Сквозь огонь», где актёр сыграл главную роль партизана-разведчика Савелия.
В 1983 году сыграл главную роль русского землепроходца-исследователя Семёна Ивановича Дежнёва в историко-биографическом художественном фильме режиссёра Николая Гусарова «Семён Дежнёв».
В 1985—1993 годах — актёр Театра-студии киностудии «Беларусьфильм» в Минске.

Алексей Булдаков в роли генерала Михалыча в фильме «Особенности национальной рыбалки» (1998).

До 1995 года Булдаков был преимущественно актёром второго плана, но роль генерала Иволгина (прототип — генерал Александр Иванович Лебедь) в комедийном художественном фильме режиссёра Александра Рогожкина «Особенности национальной охоты» сделала из него по-настоящему «народную звезду».
Всего в биографии актёра более 150 ролей в кино.
Алексей Булдаков скончался на 69-м году жизни во сне в два часа ночи 3 апреля 2019 года, находясь в Улан-Баторе (Монголия), куда приехал отмечать день рождения лучших друзей. Причина смерти — оторвавшийся тромб. Прощание с актёром прошло 8 апреля в московском Доме кино, похоронен на Троекуровском кладбище Москвы. 23 августа 2022 года на могиле Булдакова открыли памятник.

### Семья
Отец — Иван Семёнович Булдаков (1922—1990), работал шофёром.
Мать — Евдокия Максимовна Булдакова (Бойко) (1921—2003).
Две сестры и два брата живут в Павлодаре, братья — водители, одна сестра работала бухгалтером, другая — завскладом.
Сестра Ольга Булдакова (род. 1947), живёт в Казахстане. Брат Николай Булдаков (род. 1949), живёт в Казахстане.
Алексей Булдаков был дважды женат:
Первая жена — Людмила Павловна Кормунина (23.08.1955 — 26.11.2016), актриса, дочь народного артиста Белорусской ССР Павла Кормунина (1919—2002).
Сын — Иван Булдаков (род. сентябрь, 1988), живёт на Мальте вместе с матерью (с которой Булдаков не состоял в браке) и отчимом, работает в сфере туризма, общался регулярно с отцом.
Вторая жена — Людмила Андреевна Булдакова, педагог по образованию, работала директором обувного магазина. Поженились 3 декабря 1993 года.

## Общественная позиция
В марте 2014 года Алексей Булдаков поддержал результаты референдума о вхождении АРК Крым в состав России, подписал письмо президенту России Владимиру Путину в поддержку аннексиии.

## Творчество

### Фильмография
| Год       |     | Название                                       | Роль                                                                                       |
| --------- | --- | ---------------------------------------------- | ------------------------------------------------------------------------------------------ |
| 1982      | ф   | Сквозь огонь                                   | Савелий, советский партизан-разведчик                                                      |
| 1982      | ф   | Родился я в Сибири                             | Разговоров                                                                                 |
| 1982      | тсп | Следы остаются                                 | Шахов                                                                                      |
| 1983      | ф   | Небывальщина                                   | солдат                                                                                     |
| 1983      | ф   | Семён Дежнёв                                   | Семён Иванович Дежнёв, русский землепроходец-исследователь                                 |
| 1983      | ф   | Место действия                                 | майор, начальник милиции микрорайона                                                       |
| 1984      | ф   | Восемь дней надежды                            | Костя Голубицкий, шахтёр                                                                   |
| 1984      | ф   | В лесах под Ковелем                            | А. Ф. Фёдоров                                                                              |
| 1984      | ф   | В двух шагах от «Рая»                          | старшина Толстых                                                                           |
| 1985      | ф   | Ради нескольких строчек                        | Максимыч, военный шофёр                                                                    |
| 1985      | ф   | Осенние утренники                              | Николай Петрович Галькин, член парткома                                                    |
| 1985      | ф   | Вот моя деревня…                               | Павел Зузенок, председатель колхоза                                                        |
| 1985      | ф   | Пароль знали двое                              | Дмитрий Акимович Шипов                                                                     |
| 1985      | ф   | Противостояние                                 | директор таксопарка                                                                        |
| 1985      | ф   | Научись танцевать                              | Деркач                                                                                     |
| 1986      | ф   | Знак беды                                      | Космачёв                                                                                   |
| 1986      | ф   | Ледяные цветы                                  | снимался                                                                                   |
| 1986      | ф   | Личный интерес                                 | парторг                                                                                    |
| 1986      | ф   | Покушение на ГОЭЛРО                            | Воробьёв                                                                                   |
| 1986      | ф   | Тихое следствие                                | Сергей Георгиевич Рябинин                                                                  |
| 1986      | ф   | Государственная граница. Год сорок первый      | морально неустойчивый боец                                                                 |
| 1987      | ф   | Единожды солгав                                | Сергей Пивоваров, передовик                                                                |
| 1987      | ф   | Моонзунд                                       | Портнягин                                                                                  |
| 1987      | ф   | Странник                                       | иеромонах Дионисий                                                                         |
| 1987      | ф   | Хотите — любите, хотите — нет…                 | Артём                                                                                      |
| 1988      | ф   | За всё заплачено                               | Храмов                                                                                     |
| 1988      | ф   | Ожог                                           | Василий Держаков                                                                           |
| 1988      | ф   | Повестка в суд                                 | Иван                                                                                       |
| 1988      | ф   | Утомлённое солнце (СССР, КНДР)                 | Алексей Тищенко                                                                            |
| 1988      | ф   | Хлеб — имя существительное                     | Орланин                                                                                    |
| 1989      | ф   | Караул                                         | старший прапорщик Паромов, начальник караула                                               |
| 1989      | ф   | Кому на Руси жить…                             | Иван Бачурин                                                                               |
| 1990      | ф   | Мать                                           | Степан Сомов, рабочий                                                                      |
| 1990      | с   | Войди в каждый дом                             | Егор                                                                                       |
| 1990      | с   | Плач перепёлки                                 | Брава Живатовский                                                                          |
| 1990      | ф   | Всё впереди                                    | таксист                                                                                    |
| 1991      | ф   | Группа риска                                   | Юрий Михайлович Сладков                                                                    |
| 1991      | ф   | Два шага до тишины                             | полковник Руденко                                                                          |
| 1991      | ф   | Кешка и спецназ                                | Толстячок                                                                                  |
| 1991      | ф   | Хмель                                          | праведник Третьяк (озвучивает Валерий Кравченко)                                           |
| 1992      | с   | Белые одежды (Россия, Белоруссия)              | Иннокентий Кондаков                                                                        |
| 1993      | ф   | Трам-тарарам, или Бухты-барахты                | Николаич, бригадир                                                                         |
| 1994      | ф   | Вальсирующие наверняка                         | корреспондент                                                                              |
| 1994      | ф   | Огненный стрелок                               | пушкарь                                                                                    |
| 1994      | ф   | Клетка обезьяны                                | Антон Иванович                                                                             |
| 1995      | ф   | Особенности национальной охоты                 | генерал Булдаков (Михалыч), (в последующих фильмах — Иволгин; прототип — Александр Лебедь) |
| 1995      | ф   | За что? (Россия, Польша)                       | капитан                                                                                    |
| 1995      | ф   | Пионерка Мэри Пикфорд (Украина)                | комиссар                                                                                   |
| 1995      | ф   | Сын за отца (Россия, Белоруссия)               | Лёша, предприниматель, в прошлом автомеханик                                               |
| 1995      | ф   | Ширли-мырли                                    | пилот                                                                                      |
| 1995      | ф   | Я — русский солдат                             | Степан Матвеевич                                                                           |
| 1996      | ф   | Возвращение броненосца (Белоруссия, Россия)    | Панкрат                                                                                    |
| 1996      | с   | Дела смешные — дела семейные                   | снимался                                                                                   |
| 1996—1997 | с   | Клубничка                                      | Иван Потапов, сантехник                                                                    |
| 1996      | с   | Королева Марго                                 | судья                                                                                      |
| 1996      | ф   | Операция «С Новым годом!»                      | Алексей Михайлович Иволгин, генерал                                                        |
| 1996      | ф   | Привет, дуралеи!                               | прораб с Украины                                                                           |
| 1996      | ф   | Птицы без гнёзд (Белоруссия)                   | Алексей                                                                                    |
| 1996      | с   | Русский проект                                 | деревенский мужик                                                                          |
| 1997      | ф   | Ночь жёлтого быка (Туркменистан)               | Петя                                                                                       |
| 1997      | ф   | Дела Лоховского (Белоруссия)                   | Красавчик                                                                                  |
| 1997      | ф   | Под кличкой «Ика» (Азербайджан, Белоруссия)    | дед                                                                                        |
| 1998      | ф   | Особенности национальной рыбалки               | Алексей Михайлович Иволгин, генерал                                                        |
| 1998—2003 | с   | Ералаш                                         | отец мальчика Петрова / учитель физкультуры                                                |
| 1998      | ф   | Блокпост                                       | генерал                                                                                    |
| 1999      | с   | Д. Д. Д. Досье детектива Дубровского           | Пиноккио                                                                                   |
| 1999      | ф   | На бойком месте                                | Макарыч, ямщик                                                                             |
| 1999      | с   | Что сказал покойник (Россия, Польша)           | Патлатый                                                                                   |
| 1999      | ф   | Шахтёры                                        | снимался                                                                                   |
| 2000      | ф   | Зорка Венера (Белоруссия)                      | Алексей Иванович, отец Павлы                                                               |
| 2000      | ф   | Особенности национальной охоты в зимний период | Алексей Михайлович Иволгин, генерал                                                        |
| 2001      | с   | Идеальная пара                                 | Сеня, бывший мент, «команда» Георгия                                                       |
| 2001      | ф   | Герой её романа                                | Виктор, «шеф»                                                                              |
| 2001      | с   | Курортный роман                                | Андрей, отставной офицер                                                                   |
| 2001—2003 | с   | Кышкин дом                                     | председатель колхоза                                                                       |
| 2001      | с   | Медики                                         | снимался                                                                                   |
| 2002      | ф   | Племянник, или Русский бизнес 2                | Жук                                                                                        |
| 2002      | ф   | Тайная сила                                    | Жабрей                                                                                     |
| 2003      | ф   | Love-сервис                                    | работник фирмы «Love-сервис»                                                               |
| 2003      | ф   | Чемоданы Тульса Люпера: От Сарка до конца      | полковник Котчев                                                                           |
| 2003      | с   | Ангел на дорогах                               | снимался                                                                                   |
| 2003      | ф   | Антикиллер 2: Антитеррор                       | Алексей Иванович Нырков, генерал милиции                                                   |
| 2003      | ф   | Детектив по-русски                             | подполковник милиции                                                                       |
| 2003      | ф   | Жизнь кувырком                                 | Горыныч                                                                                    |
| 2003      | ф   | Особенности национальной политики              | Алексей Михайлович Иволгин, генерал                                                        |
| 2003      | с   | Полосатое лето                                 | Олег Иванович Сайкин (Достоевский)                                                         |
| 2003      | с   | Сибирочка                                      | Михалыч                                                                                    |
| 2003      | ф   | С Новым годом! С новым счастьем!               | Василий Иванович Скамейкин                                                                 |
| 2003      | с   | Участок                                        | механизатор Микишин                                                                        |
| 2003      | ф   | Юбилей прокурора                               | Сан Саныч                                                                                  |
| 2004      | с   | Парни из стали                                 | Борис Дранников, генерал                                                                   |
| 2004      | ф   | Секрет Фараона                                 | снимался                                                                                   |
| 2004      | ф   | Тайна «Волчьей пасти»                          | майор Блинов                                                                               |
| 2005      | с   | Исцеление любовью (Украина)                    | Михаил Макарович Родь                                                                      |
| 2005      | с   | Медведь                                        | полковник Егоров                                                                           |
| 2005      | ф   | Феномен                                        | Кривой                                                                                     |
| 2006      | с   | Волчица                                        | Юрий Скрябин, следователь                                                                  |
| 2006      | с   | Заколдованный участок                          | Николай Иванович Микишин                                                                   |
| 2006      | с   | Кромъ                                          | Иван Афанасьев, милиционер                                                                 |
| 2006      | ф   | Парк советского периода                        | адмирал                                                                                    |
| 2006      | ф   | Театральный капкан                             | Антон Вербицкий                                                                            |
| 2006      | ф   | Цветы для Снежной королевы                     | Борис Николаевич Волков                                                                    |
| 2007      | ф   | Вечерняя сказка (Украина)                      | Фёдор                                                                                      |
| 2007      | с   | Затмение                                       | Косач                                                                                      |
| 2007      | с   | Приключения солдата Ивана Чонкина              | генерал Дрынов                                                                             |
| 2007      | с   | Срочно в номер                                 | сторож                                                                                     |
| 2007      | с   | Трое сверху 2                                  | Платон Фомич                                                                               |
| 2007      | ф   | Царапина                                       | Владимир Валерьевич                                                                        |
| 2007      | с   | Чужие тайны (Украина)                          | Пётр Павлович Покатилов, директор городского лицея                                         |
| 2008      | ф   | Гитлер капут!                                  | Кузьмич                                                                                    |
| 2008      | ф   | Игра                                           | Эрнест Карлович                                                                            |
| 2008      | с   | Продолжение следует                            | Вячеслав Морозов                                                                           |
| 2008      | с   | Солдаты 15. Новый призыв                       | генерал Иволгин                                                                            |
| 2009      | с   | И была война                                   | Иван Григорьевич Заварухин, подполковник                                                   |
| 2009      | ф   | Побег из «Новой жизни» (Украина)               | Барсуков, офицер-воспитатель                                                               |
| 2009      | ф   | Человек с бульвара Капуцинок                   | Гарик                                                                                      |
| 2009      | с   | Чучело 2                                       | Судаков                                                                                    |
| 2010      | с   | Женить миллионера!                             | Семён Ухаров                                                                               |
| 2010      | ф   | Выкрутасы                                      | полковник                                                                                  |
| 2010      | ф   | Олимпийская деревня                            | Василий Иванович Раздыбин, председатель совхоза                                            |
| 2010      | ф   | Утомлённые солнцем 2: Предстояние              | Семён Будённый                                                                             |
| 2010—2014 | с   | Москва. Три вокзала                            | Модест Ричардович Кузьменко («Боба»), бомж-интеллектуал                                    |
| 2011—2018 | с   | Лесник                                         | Глеб Терентьевич Сивый                                                                     |
| 2012      | с   | Топтуны                                        | Евгений Иванович Харитонов, вор в законе                                                   |
| 2013      | с   | Дельта                                         | Глеб Терентьевич Сивый                                                                     |
| 2013      | ф   | Первая осень войны                             | старшина Олейник                                                                           |
| 2014      | ф   | Горчаков                                       | Вениамин Иванович, отец капитана милиции Олега Горчакова                                   |
| 2014      | ф   | Душа шпиона                                    | Болонья                                                                                    |
| 2016—2018 | с   | Лесник. Своя земля                             | Глеб Терентьевич Сивый                                                                     |
| 2016      | ф   | Реверс                                         | снимался                                                                                   |
| 2022      | ф   | Дикие предки                                   | дед Василий                                                                                |

### Генерал Иволгин
Алексея Булдакова часто отождествляли с его персонажем — генералом Алексеем Михайловичем Иволгиным или Михалычем — героем серии фильмов Александра Рогожкина об особенностях русской охоты, рыбалки, политики и других национальных особенностях, а также сериала Солдаты-15. Новый призыв. В прессе актёра часто именовали «генерал», и даже настоящие армейские генералы обращались к нему со словами: «Товарищ генерал, разрешите представиться…».
А когда о том, что Алексей Булдаков был оштрафован сотрудником ГАИ узнало милицейское начальство, оно «разом захотело линчевать» сержанта, остановившего «Генерала Иволгина».
Татьяна Кузнецова из газеты «Русский Почтальон» писала о Булдакове: «Ему отдают честь военные, народ на рынках и в магазинах предлагает пропустить по рюмочке и обижается на отказы, а женщины с умилением утирают слезы, завидуя Ларисе Долиной, у которой в доме отличный синоптик, создающий безоблачную погоду».
Алексей Булдаков признался в одном из интервью, что фильм снимался «под Лебедя», но накануне выборов генерал отказался от предложенного сотрудничества.
По словам самого актёра:

— В своё время много говорили о том, что вы копировали покойного ныне генерала Лебедя. 
— Я его не копировал, а просто играл. Роль писалась лично на меня, а Лебедь как раз тогда становился очень популярной фигурой. Вот мы с Рогожкиным и решили: попробуем сыграть знаменитого генерала! Ну а поскольку я всегда удачно пародировал известных людей (в своё время у меня потрясающе получался Леонид Ильич Брежнев), это для меня труда не составило. 
— С Лебедем вы были знакомы? 
— До фильма нет, а потом уж познакомились, конечно. Александру Ивановичу «Особенности» понравились, он даже сказал: «Я тут посмотрел фильм два раза, так в одном месте даже прослезился, настолько всё точно!» Но нашёл и один недостаток. Оказывается, ко времени выхода картины на экран Лебедь уже несколько лет… не пил. А особенно генералу понравились сцены в бане и купание.

Владимир Рогоза из журнала «ШколаЖизни.ру» писал: «Говорят, что генерал Лебедь, увидев на экране Иволгина, „смеялся до колик и был в восторге, что Михалыч похож на него“».
Изначально генерал Иволгин был «генералом Булдаковым». На начальных минутах фильма «Особенности национальной охоты» персонаж Женя на вопрос часового «Вы на охоту?» отвечает: «Да-да. На охоту к генералу Булдакову». В дальнейшем в фильме фамилия генерала не упоминалась, а в следующей части он уже стал Иволгиным.
Фраза «Ну вы, блин, даёте!» была позаимствована Булдаковым у артиста Панкратова-Черного, для которого это его любимая присказка.

Генерал Иволгин, столь похожий на Александра Лебедя, в первоначальной версии «Особенности национальной политики» проигрывал выборы и отправлялся с друзьями на кордон заливать своё горе.
За роль генерала в фильме «Особенности национальной охоты» Алексей Булдаков в 1996 году получил премию «Ника» за лучшую мужскую роль.

### Дубляж

#### Фильмы
- 1968 — «Интервенция» — Мишель. При восстановлении фильма в 1987 году озвучивал Владимира Высоцкого на бракованных местах фонограммы[27]
- 1984 — «Гремлины» — Ренделл Пельтцер (Хойт Экстон) (дубляж для студии «Варус-Видео»)[28]
- 1988 — «Возвращение помидоров-убийц» — Сэм Смит (Фрэнк Дэвис)[28]
- 1990 — «Оно» — Томас Роган (Райан Майкл)[28]
- 1991 — «Робин Гуд: Принц воров» — Азим ибн-Башир Аль-Хаким (Морган Фримэн) (дубляж для студии «Варус-Видео», 1994 г.)[28]
- 1995 — «Бэтмен навсегда» — Двуликий / Харви Дент (Томми Ли Джонс) (дубляж для студии «Варус-Видео»)[28]

#### Мультфильмы
- 1967 — «Книга джунглей» — полковник Хатхи (озвучивание для DVD-релиза, 2007 г.)[28][29][30][31]

### Озвучивание
- «День радио», музыкальный спектакль — дядя Лёша[32]

### Озвучивание мультфильмов
- 1990 — Покатигорошек
- 1999 — Большая пальба
- 2004 — Десантник Стёпочкин — Генерал
- 2006 — Элька — Вожак
- 2008 — Стёпочкин и лунный десант — Генерал

### Дискография
В конце 1990-х годов совместно с Владом Забелиным выпустил альбом «Особенности национального шансона», где спел песни «С бодуна» и др.
- 1999 — Особенности национальной…[33].
- 1999 — «Обнимаю всех» с группой Евгения Бедненко «Хорус»[34] (14 песен, написанные поэтом Анатолием Поперечным и композитором Евгением Бедненко)[35].
- 2001 — «Актёр и песня»[36].
- 2001 — «Особенности национального шансона» (совместно с Владиславом Забелиным)[37].
- 2011 — «Старое танго» (поют Алексей и Людмила Булдаковы в сопровождении группы «Хорус» песни Евгения Бедненко на стихи Дмитрия Здраевского)[38].

В 2001 году как певец выпустил сольный диск с группой Евгения Бедненко «Хорус» «Обнимаю всех», куда вошли 14 песен, специально написанные для актёра поэтом Анатолием Поперечным и композитором Евгением Бедненко.

### Клипы
Снялся в клипах Ларисы Долиной «Погода в доме», «Обижаюсь» и «Ты полюбил другую женщину».

### Телевидение
2016 — ток-шоу с Татьяной Устиновой «Мой герой»

## Признание и награды

### Государственные награды Российской Федерации
- 1999 — почётное звание «Заслуженный артист Российской Федерации» (26 января 1999 года) — за заслуги в области искусства[39].
- 2009 — почётное звание «Народный артист Российской Федерации» (5 апреля 2009 года) — за большие заслуги в области искусства[5].
- 2011 — Благодарность Президента Российской Федерации (6 марта 2011) — за большие заслуги в развитии отечественной культуры и многолетнюю творческую деятельность[40].

### Награды и звания субъектов Российской Федерации
- 2013 — звание «Почётный гражданин городского округа Краснознаменск Московской области»[41].

### Общественные награды
- 1996 — лауреат IX российской национальной кинематографической премии «Ника» в номинации «Лучшая мужская роль» за 1995 год — за исполнение роли генерала Михалыча в комедийном художественном фильме режиссёра Александра Рогожкина «Особенности национальной охоты» (1995)[42].

## Память
В 2021 году учреждён фестиваль «Национальная рыбалка памяти Алексея Булдакова», приуроченный к 70-летию со дня рождения артиста. Инициатором выступил близкий друг Булдакова Алексей Петров — председатель Наблюдательного Совета «Спортивного клуба Федерального Космического Агентства» при поддержке Гильдии актёров кино России и вдовы артиста Людмилы Андреевны Булдаковой.

## Реклама
- Кампомос
- ФЭСТ
- Интеко
- Антипохмелин
- Авторадио
- Тосол Sintec
- Почта Банк